# Kevin Durant
Kevin Durant (Washington, 1988. szeptember 29. –) kétszeres NBA-, és négyszeres olimpiai bajnok amerikai profi kosárlabdázó, a Houston Rockets csapatában játszik dobócsatár (alacsonybedobó) poszton.

## Életpályája

### Gyerekkora
Apja elhagyta a családot, amikor Kevin még kisgyermek volt, így édesanyja és nagymamája nevelte fel őt és testvéreit – köztük testvérét, Tonyt, aki szintén kosárlabdázott. Kevin már fiatal korában magas termetű volt, és korán beleszeretett a kosárlabdába.
A marylandi Seat Pleasant városában nőtt fel, ahol gyakran játszott helyi pályákon, és már gyerekként is az NBA-ről álmodott. Egyik példaképe Vince Carter volt. Tinédzserként különböző iskolákba járt, köztük a National Christian Academy-be, majd a Montrose Christian Schoolba, ahol komoly hírnevet szerzett a középiskolás kosárlabdában.
Durant tehetsége már fiatalon megmutatkozott: 2006-ban a McDonald’s All-American gálán játszott, és az ország egyik legjobb középiskolás játékosaként tartották számon. Ezután a Texas Egyetemre ment, ahol egy szezon után jelentkezett az NBA-draftra.

### Egyetemi évei
Pályafutását a sikeres ifjúsági csapatban – a PG Jaguarsban kezdte. Ezzel a csapatával több bajnokságot is nyert. Charles Craig a fiatalon – 35 évesen – elhunyt edző volt a mentora, az ő tiszteletére viseli a 35-ös számú mezt.

## Statisztika

### Egyetem
| Év        | Csapat          | JM | KM | JP/M | MG%  | 3P%  | BD%  | LP/M | GP/M | L/M | B/M | P/M  |
| --------- | --------------- | -- | -- | ---- | ---- | ---- | ---- | ---- | ---- | --- | --- | ---- |
| 2006–2007 | Texas Longhorns | 35 | 35 | 35,9 | .473 | .404 | .816 | 11,1 | 1,3  | 1,9 | 1,9 | 25,8 |

### NBA

#### Alapszakasz
| Év         | Csapat                | JM   | KM   | JP/M | MG%  | 3P%  | BD%   | LP/M | GP/M | L/M | B/M | P/M   |
| ---------- | --------------------- | ---- | ---- | ---- | ---- | ---- | ----- | ---- | ---- | --- | --- | ----- |
| 2007–2008  | Seattle SuperSonics   | 80   | 80   | 34,6 | .430 | .288 | .873  | 4,4  | 2,4  | 1,0 | 0,9 | 20,3  |
| 2008–2009  | Oklahoma City Thunder | 74   | 74   | 39,0 | .476 | .422 | .863  | 6,5  | 2,8  | 1,3 | 0,7 | 25,3  |
| 2009–2010  | Oklahoma City Thunder | 82*  | 82*  | 39,5 | .476 | .365 | .900  | 7,6  | 2,8  | 1,4 | 1,0 | 30,1* |
| 2010–2011  | Oklahoma City Thunder | 78   | 78   | 38,9 | .462 | .350 | .880  | 6,8  | 2,7  | 1,1 | 1,0 | 27,7* |
| 2011–2012  | Oklahoma City Thunder | 66*  | 66*  | 38,6 | .496 | .387 | .860  | 8,0  | 3,5  | 1,3 | 1,2 | 28,0* |
| 2012–2013  | Oklahoma City Thunder | 81   | 81   | 38,5 | .510 | .416 | .905* | 7,9  | 4,6  | 1,4 | 1,3 | 28,1  |
| 2013–2014  | Oklahoma City Thunder | 81   | 81   | 38,5 | .503 | .391 | .873  | 7,4  | 5,5  | 1,3 | 0,7 | 32,0* |
| 2014–2015  | Oklahoma City Thunder | 27   | 27   | 33,8 | .510 | .403 | .854  | 6,6  | 4,1  | 0,9 | 0,9 | 25,4  |
| 2015–2016  | Oklahoma City Thunder | 72   | 72   | 35,8 | .505 | .387 | .898  | 8,2  | 5,0  | 1,0 | 1,2 | 28,2  |
| 2016–2017† | Golden State Warriors | 62   | 62   | 33,4 | .537 | .375 | .875  | 8,3  | 4,8  | 1,1 | 1,6 | 25,1  |
| 2017–2018† | Golden State Warriors | 68   | 68   | 34,2 | .516 | .419 | .889  | 6,8  | 5,4  | 0,7 | 1,8 | 26,4  |
| 2018–2019  | Golden State Warriors | 78   | 78   | 34,6 | .521 | .353 | .885  | 6,4  | 5,9  | 0,7 | 1,1 | 26,0  |
| 2020–2021  | Brooklyn Nets         | 35   | 32   | 33,1 | .537 | .450 | .882  | 7,1  | 5,6  | 0,7 | 1,3 | 26,9  |
| 2021–2022  | Brooklyn Nets         | 55   | 55   | 37,2 | .518 | .383 | .910  | 7,4  | 6,4  | 0,9 | 0,9 | 29,9  |
| 2022–2023  | Brooklyn Nets         | 39   | 39   | 36,0 | .559 | .376 | .934  | 6,7  | 5,3  | 0,8 | 1,5 | 29,7  |
| 2022–2023  | Phoenix Suns          | 8    | 8    | 33,6 | .570 | .537 | .833  | 6,4  | 3,5  | 0,3 | 1,3 | 26,0  |
| 2023–2024  | Phoenix Suns          | 75   | 75   | 37,2 | .523 | .413 | .856  | 6,6  | 5,0  | 0,9 | 1,2 | 27,1  |
| 2024–2025  | Phoenix Suns          | 62   | 62   | 36,5 | .527 | .430 | .839  | 6,0  | 4,2  | 0,8 | 1,2 | 26,6  |
| Karrier    | Karrier               | 1123 | 1120 | 36,7 | .502 | .390 | .882  | 7,0  | 4,4  | 1,0 | 1,1 | 27,2  |
| All Star   | All Star              | 12   | 10   | 25,9 | .525 | .351 | .897  | 6,0  | 3,8  | 1,7 | 0,4 | 22,7  |

#### Play-in
| Év      | Csapat        | JM | KM | JP/M | MG%  | 3P%  | BD%   | LP/M | GP/M | L/M | B/M | P/M  |
| ------- | ------------- | -- | -- | ---- | ---- | ---- | ----- | ---- | ---- | --- | --- | ---- |
| 2022    | Brooklyn Nets | 1  | 1  | 41,7 | .563 | .500 | 1.000 | 5,0  | 11,0 | 2,0 | 3,0 | 25,0 |
| Karrier | Karrier       | 1  | 1  | 41,7 | .563 | .500 | 1.000 | 5,0  | 11,0 | 2,0 | 3,0 | 25,0 |

#### Rájátszás
| Év      | Csapat                | JM  | KM  | JP/M | MG%  | 3P%  | BD%  | LP/M | GP/M | L/M | B/M | P/M  |
| ------- | --------------------- | --- | --- | ---- | ---- | ---- | ---- | ---- | ---- | --- | --- | ---- |
| 2010    | Oklahoma City Thunder | 6   | 6   | 38,5 | .350 | .286 | .871 | 7,7  | 2,3  | 0,5 | 1,3 | 25,0 |
| 2011    | Oklahoma City Thunder | 17  | 17  | 42,5 | .449 | .339 | .838 | 8,2  | 2,8  | 0,9 | 1,1 | 28,6 |
| 2012    | Oklahoma City Thunder | 20  | 20  | 41,9 | .517 | .373 | .864 | 7,4  | 3,7  | 1,5 | 1,2 | 28,5 |
| 2013    | Oklahoma City Thunder | 11  | 11  | 44,1 | .455 | .314 | .830 | 9,0  | 6,3  | 1,3 | 1,1 | 30,8 |
| 2014    | Oklahoma City Thunder | 19  | 19  | 42,9 | .460 | .344 | .810 | 8,9  | 3,9  | 1,0 | 1,3 | 29,6 |
| 2016    | Oklahoma City Thunder | 18  | 18  | 40,3 | .430 | .282 | .890 | 7,1  | 3,3  | 1,0 | 1,0 | 28,4 |
| 2017†   | Golden State Warriors | 15  | 15  | 35,5 | .556 | .442 | .893 | 7,9  | 4,3  | 0,8 | 1,3 | 28,5 |
| 2018†   | Golden State Warriors | 21  | 21  | 38,4 | .487 | .341 | .901 | 7,8  | 4,7  | 0,7 | 1,2 | 29,0 |
| 2019    | Golden State Warriors | 12  | 12  | 36,8 | .514 | .438 | .903 | 4,9  | 4,5  | 1,1 | 1,0 | 32,3 |
| 2021    | Brooklyn Nets         | 12  | 12  | 40,4 | .514 | .402 | .871 | 9,3  | 4,4  | 1,5 | 1,6 | 34,3 |
| 2022    | Brooklyn Nets         | 4   | 4   | 44,0 | .386 | .333 | .895 | 5,8  | 6,3  | 1,0 | 0,3 | 26,3 |
| 2023    | Phoenix Suns          | 11  | 11  | 42,3 | .478 | .333 | .917 | 8,7  | 5,5  | 0,8 | 1,4 | 29,0 |
| 2024    | Phoenix Suns          | 4   | 4   | 42,1 | .552 | .417 | .824 | 6,5  | 3,3  | 0,5 | 1,5 | 26,8 |
| Karrier | Karrier               | 170 | 170 | 40,5 | .477 | .356 | .868 | 7,8  | 4,2  | 1,0 | 1,2 | 29,3 |

## Díjak, elismerések

### NBA
- NBA bajnok: 2017, 2018
- NBA Finals MVP: 2017, 2018
- NBA MVP: 2014
- 15× NBA All-Star: 2010, 2011, 2012, 2013, 2014, 2015, 2016, 2017, 2018, 2019, 2021, 2022, 2023, 2024, 2025
- 6× All-NBA Első csapat: 2010, 2011, 2012, 2013, 2014, 2018
- 5× All-NBA Második csapat: 2016, 2017, 2019, 2022, 2024
- 4× NBA legtöbb pontot dobó játékos: 2010, 2011, 2012, 2014
- NBA All-Star Game MVP: 2012, 2019
- NBA Év újonca: 2008
- NBA All-Rookie Első csapat: 2008
- NBA Rookie Challenge MVP: 2009

### Amerikai Válogatott
- Négyszeres olimpiai bajnok 2012, 2016, 2020, 2024
- FIBA Világbajnokság aranyérmes: 2010
- FIBA Világbajnokság MVP: 2010

### Főiskola
- Naismith College Év játékosa: 2007
- NABC Division I Év játékosa: 2007
- AP Év játékosa: 2007
- AP All-America Első csapat: 2007
- Oscar Robertson Díj: 2007
- Adolph Rupp Díj: 2007
- John R. Wooden Díj: 2007
- Big 12 Év játékosa: 2007
- USBWA National Freshman of the Year: 2007